# Lützkendorf

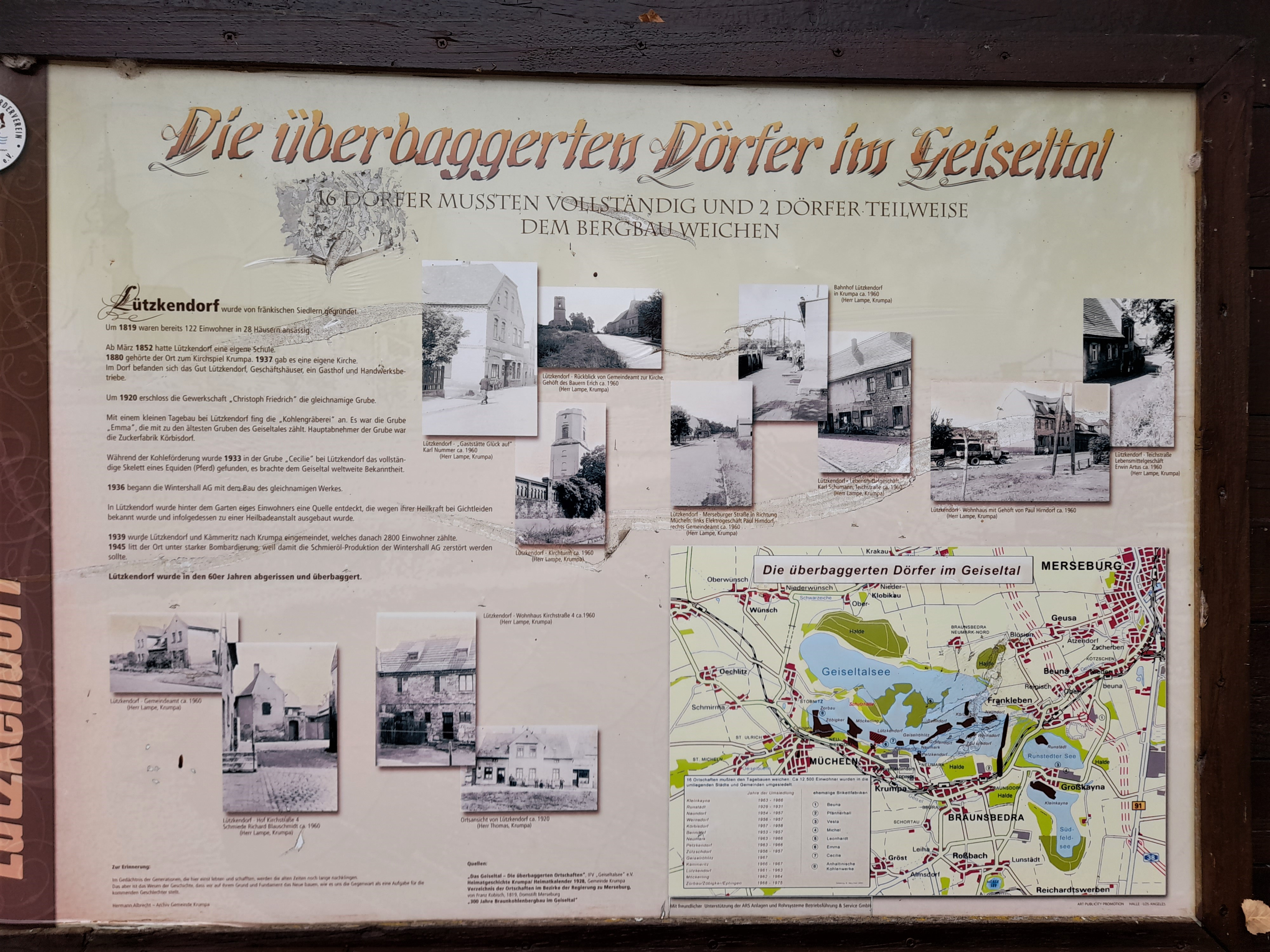
Informationstafel zu Lützkendorf am Geiseltalsee

Lützkendorf ist eine moderne Wüstung im Saalekreis in Sachsen-Anhalt. Sie wurde durch den Braunkohleabbau im Geiseltal zerstört.

## Geographische Lage
Lützkendorf lag im Geiseltal östlich von Mücheln. Nachbarorte waren Möckerling im Westen, Kämmeritz im Osten und Krumpa im Süden. Die ehemalige Ortsflur liegt heute im Süden des Geiseltalsees.

## Geschichte
Im Ort war die Adelsfamilie von Breitenbauch begütert. In den Jahren 1727/28 entstand an der Stelle eines Vorgängerbaus die Dorfkirche Lützkendorf. Lützkendorf gehörte bis 1815 zum wettinischen, später kursächsischen Amt Freyburg. Durch die Beschlüsse des Wiener Kongresses kam der Ort zu Preußen und wurde 1816 dem Kreis Querfurt im Regierungsbezirk Merseburg der Provinz Sachsen zugeteilt, zu dem er bis 1944 gehörte.
Zur Jahrhundertwende um 1900 zählte Lützkendorf 26 Haushalte und zwei Gasthöfe. 1927 hatte Lützkendorf 620 Einwohner.
Zwischen 1913 und 1918 wurde die Straßenbahnstrecke Merseburg–Mücheln errichtet, welche durch Lützkendorf verlief. Am 26. Oktober 1936 wurde das Mineralölwerk Lützkendorf (Produktionsstandort von Addinol) in der Nähe des großen deutschen Chemiestandorts Leuna in Sachsen-Anhalt gegründet. 1938 wurden die Orte Krumpa, Lützkendorf und Cämmeritz zusammengeschlossen. Am 1. April 1938 wurde Lützkendorf Ortsteil von Krumpa.
Die alliierten Luftangriffe auf das Mineralölwerk Lützkendorf in den Jahren 1944 und 1945 bezogen auch die benachbarten Orte mit ein, so Lützkendorf. 1944 wurde auch die Kirche des Orts bei einem Luftangriff zerstört.
Im Zuge des Braunkohleabbaus im Geiseltal wurde Lützkendorf 1961 umgesiedelt und 1963 abgebaggert (devastiert). Die Ruine der Dorfkirche wurde 1962 abgerissen.